# Беатріс Баварська
Беатріс Баварська (швед.: Beatrix; 1344 – 25 грудня 1359) - королева Швеції як дружина короля Швеції Еріка XII (1339–1359), який спільно правив Швецією зі своїм батьком, королем Магнусом IV.

## Біографія
Беатріс була дочкою Людовіка IV, імператора Священної Римської імперії (1282–1347) та його другої дружини Маргарети II, графині Ено (1311–1356). У 1356 році вона була одружена з Еріком, який, як старший із двох синів, став співмонархом після повстання проти свого батька Магнуса IV (1316–1374), який був монархом як Норвегії, так і Швеції. Молодший син Гокон (1340–1380) мав стати правителем Норвегії. Беатріче була королевою разом зі своєю тещею Бланкою Намюрською (1320–1363).
Беатріс і Ерік померли в 1359 році. Вважається, що її чоловік помер від чорної смерті, а Беатріче, яка народила мертвонародженого сина, також померла від чуми. Деякі історики вважають, що вона та її син були поховані в Стокгольмському монастирі Чорних братів . 

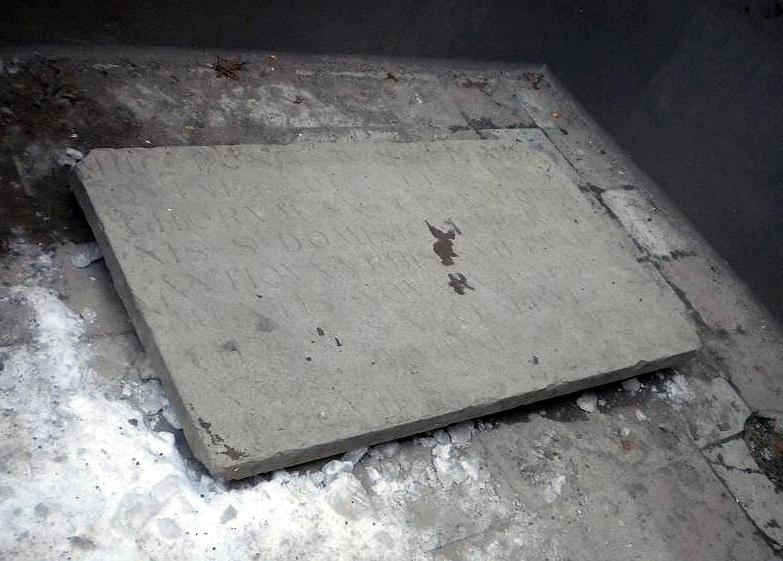
Меморіальний камінь на поховання в Стокгольмському монастирі Чорних Братів

## Інші джерела
- Åke Ohlmarks (1973) Alla Sveriges drottningar (Stockholm : Geber) ISBN 9120040105